# Henrik Nerpin

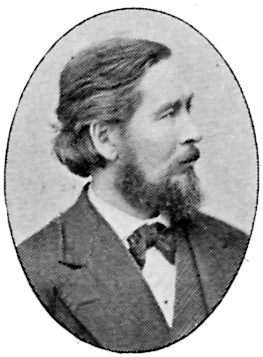
Henrik Nerpin.

Henrik Nerpin, född 31 augusti 1834 i Stockholm, död 6 september 1908, var en svensk ornamentsbildhuggare.
Nerpin var far till Thor Nerpin.
Nerpin studerade för Carl Ahlborn och i Paris. Han blev 1858 överlärare i ornamentsmodellering vid Tekniska skolan i Stockholm och 1877 lärare även i modellering där. Han utförde en mängd konstindustriella arbeten, bland annat ett i Paris prisbelönt vigvattenskärl, en handspegel med figurer för kejsarinnan Eugénie och en pendyl för Karl XV.
Under 1860- och 1870-talen utförde han även dekorationsarbeten för Rörstrands porslinsfabrik. Bland hans elever märks skulptören Per Hasselberg.